# Mét
Mét (tiếng Pháp: mètre, tiếng Anh: metre (Anh) hoặc meter (Mỹ)) là đơn vị đo khoảng cách, một trong 7 đơn vị cơ bản trong hệ đo lường quốc tế (SI), viết tắt là m. Định nghĩa gần đây nhất của mét Văn phòng Cân đo Quốc tế (Bureau International des Poids et Mesures) vào năm 1983 là: "Metre (mét) là khoảng cách ánh sáng đi được trong chân không trong khoảng thời gian+1⁄299,792,458 giây".
Mét được định nghĩa là chiều dài của con đường đi du lịch bằng ánh sáng trong chân không trong 1/299 792 458 của một giây. Đồng hồ ban đầu được xác định vào năm 1793 là một phần mười triệu khoảng cách từ xích đạo đến Bắc Cực dọc theo một vòng tròn lớn, do đó chu vi của Trái Đất là khoảng 40000 km. Năm 1799, mét được xác định lại theo nghĩa của thanh đo nguyên mẫu (thanh thực tế được sử dụng đã được thay đổi vào năm 1889). Năm 1960, mét được xác định lại theo một số bước sóng nhất định của một đường phát xạ nhất định của krypton-86. Định nghĩa hiện tại đã được thông qua vào năm 1983 và được cập nhật một chút vào năm 2019.
Trong cách hành văn hàng ngày, nhiều khi một mét còn được gọi là một thước hay thước tây.

## Từ nguyên
Nguồn gốc của đơn vị đo này có thể được bắt nguồn từ động từ Hy Lạp μετρέω (metreo) (để đo, đếm hoặc so sánh) và danh từ μέτρον (metron) (đo lường), được sử dụng để đo lường vật lý, đo lượng thơ và mở rộng để kiểm duyệt.

## Lịch sử

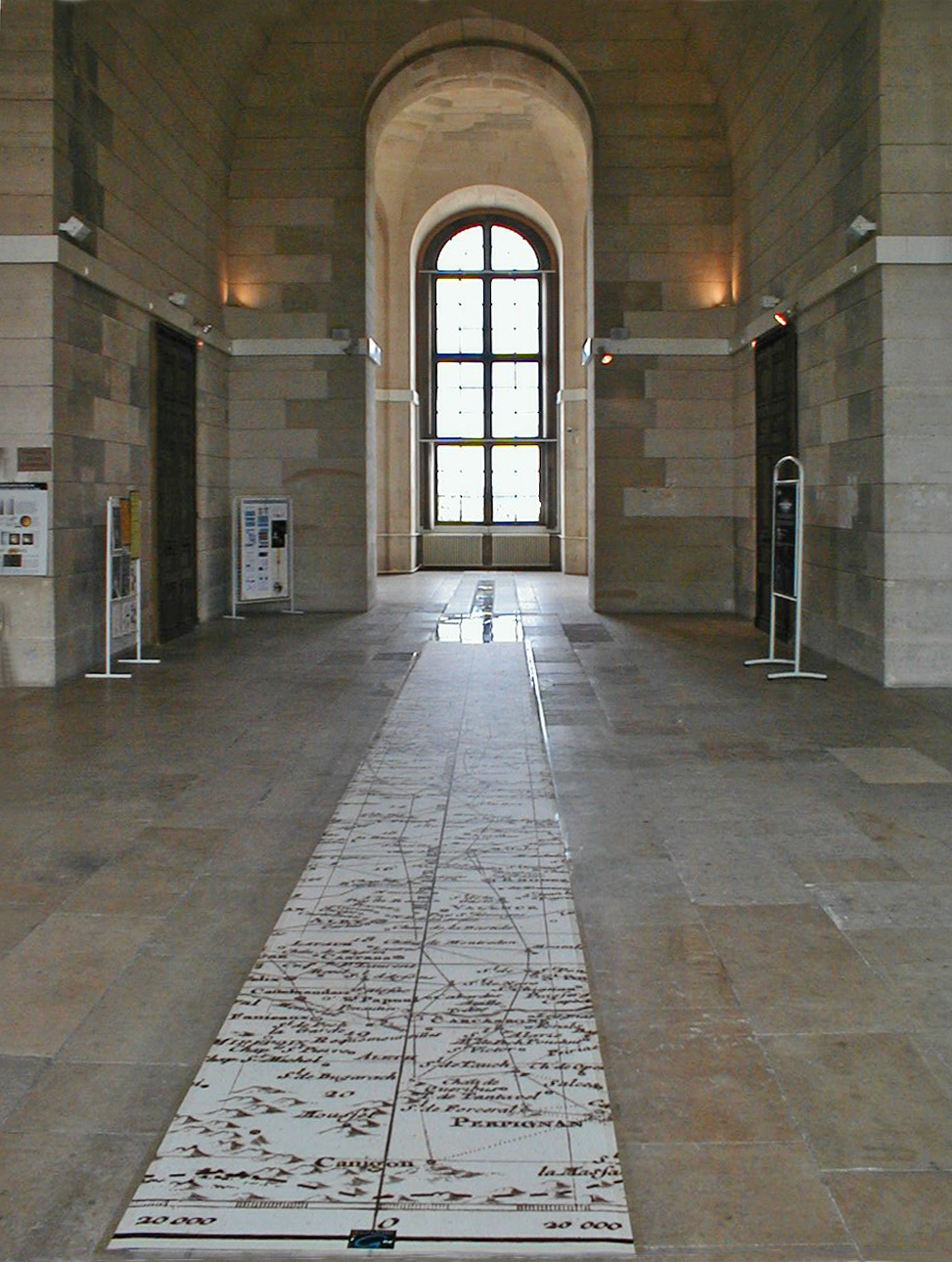
Phòng Meridian của Đài thiên văn Paris (hay phòng Cassini): kinh tuyến Paris được vẽ trên mặt đất.

Năm 1671, Jean Picard đã đo chiều dài của một "con lắc giây" (một con lắc có chu kỳ hai giây) tại đài thiên văn Paris. Ông đã tìm thấy giá trị của 440,5 dòng Toise of Châtelet gần đây đã được làm mới. Ông đã đề xuất một toise phổ quát (tiếng Pháp: Toiseiverseelle) có chiều dài gấp đôi con lắc giây. Tuy nhiên, người ta đã sớm phát hiện ra rằng chiều dài của một con lắc giây thay đổi từ nơi này sang nơi khác: nhà thiên văn học người Pháp Jean Richer đã đo được chênh lệch 0,3% về chiều dài giữa Cayenne (ở Guiana thuộc Pháp) và Paris.
Jean Richer và Giovanni Domenico Cassini đã đo thị sai của Sao Hỏa giữa Paris và Cayenne ở Guiana thuộc Pháp khi Sao Hỏa ở gần Trái Đất nhất vào năm 1672. Họ đã tìm ra một con số cho thị sai mặt trời là 9,5 cung giây, tương đương với khoảng cách Mặt trời Trái Đất vào khoảng 22000 bán kính Trái Đất. Họ cũng là những nhà thiên văn học đầu tiên có quyền truy cập vào một giá trị chính xác và đáng tin cậy cho bán kính Trái Đất, được đo bởi đồng nghiệp Jean Picard vào năm 1669 là 3269 nghìn toise. Các quan sát trắc địa của Picard đã bị giới hạn trong việc xác định độ lớn của Trái Đất được coi là một hình cầu, nhưng khám phá của Jean Richer đã khiến sự chú ý của các nhà toán học đến sự sai lệch của nó so với dạng hình cầu. Ngoài tầm quan trọng của nó đối với bản đồ học, việc xác định Hình dạng Trái Đất trở thành một vấn đề có tầm quan trọng cao nhất trong thiên văn học, bởi vì đường kính của Trái Đất là đơn vị mà tất cả các khoảng cách thiên thể phụ thuộc vào nó.

### Định nghĩa kinh tuyến

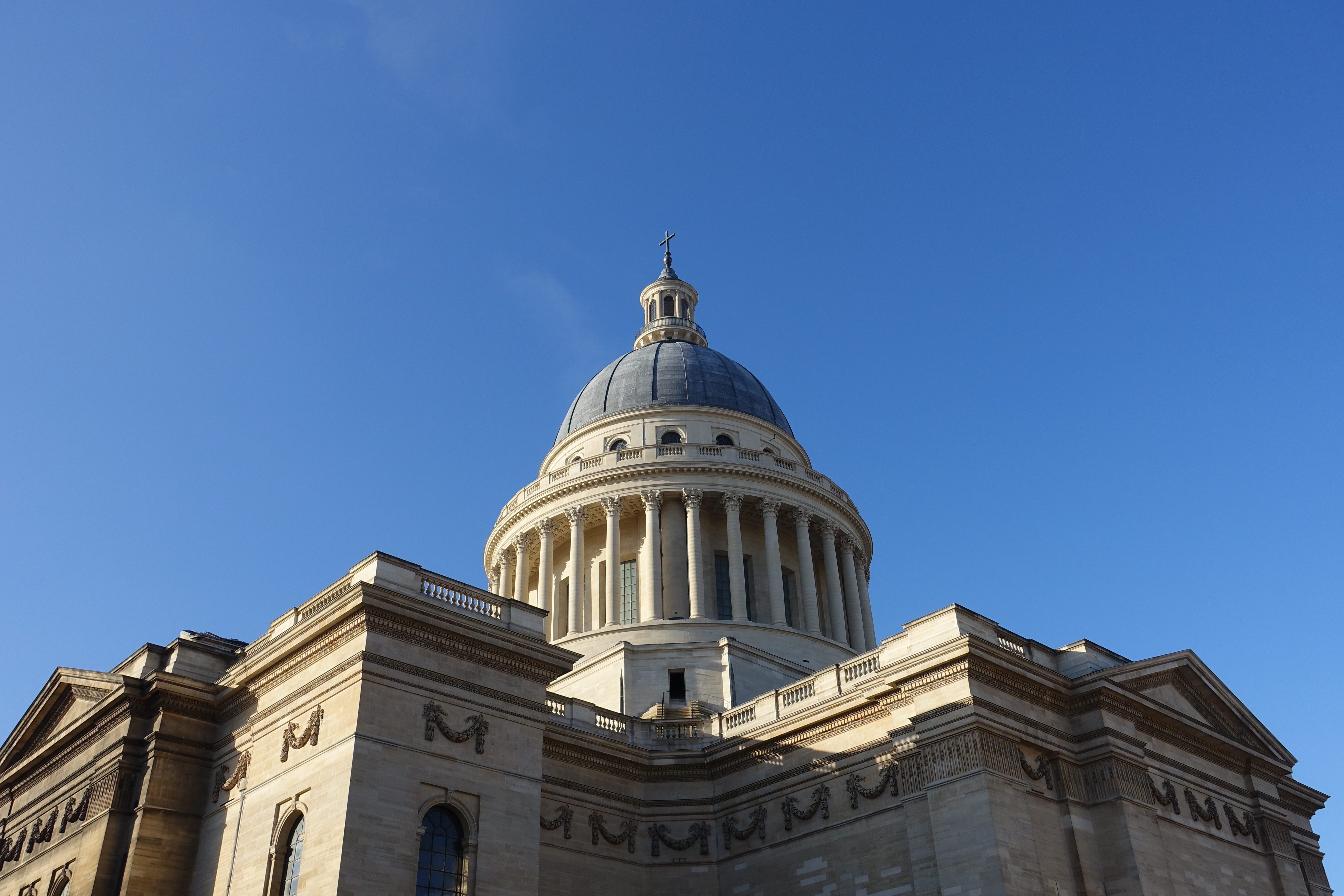
Paris Panthéon

Do hậu quả của Cách mạng Pháp, Viện Hàn lâm Khoa học Pháp đã yêu cầu một ủy ban xác định một thang đo duy nhất cho tất cả các đo lường. Vào ngày 7 tháng 10 năm 1790, ủy ban đó đã tư vấn cho việc áp dụng hệ thống thập phân và vào ngày 19 tháng 3 năm 1791 đã khuyên nên áp dụng thuật ngữ mètre ("biện pháp"), một đơn vị chiều dài cơ bản, được xác định bằng một phần mười triệu khoảng cách giữa Bắc Cực và Xích đạo dọc theo kinh tuyến qua Paris. Năm 1793, Công ước Quốc gia Pháp đã thông qua đề xuất này.
Viện Hàn lâm Khoa học Pháp đã ủy thác một cuộc thám hiểm do Jean Baptiste Joseph Delambre và Pierre Méchain dẫn đầu, kéo dài từ năm 1792 đến 1799, trong đó cố gắng đo chính xác khoảng cách giữa một tòa nhà ở lâu đài Dunkerque và Montjuïc ở Barcelona ở kinh độ của Paris Panthéon. Cuộc thám hiểm đã được hư cấu ở Denis Guedj, Le Mètre du Monde. Ken Alder đã viết thực tế về cuộc thám hiểm trong Đo lường tất cả mọi thứ: cuộc phiêu lưu bảy năm và lỗi tiềm ẩn đã thay đổi thế giới. Phần này của kinh tuyến Paris, là cơ sở cho chiều dài của một nửa kinh tuyến nối Bắc Cực với Xích đạo. Từ năm 1801 đến 1812, Pháp đã sử dụng định nghĩa đồng hồ này là đơn vị đo chiều dài chính thức dựa trên kết quả của cuộc thám hiểm này kết hợp với nhiệm vụ của Phái bộ trắc địa đến Peru. Phần sau có liên quan đến Larrie D. Ferreiro trong Đo đạc Trái Đất: Cuộc thám hiểm khai sáng đã định hình lại thế giới của chúng ta.

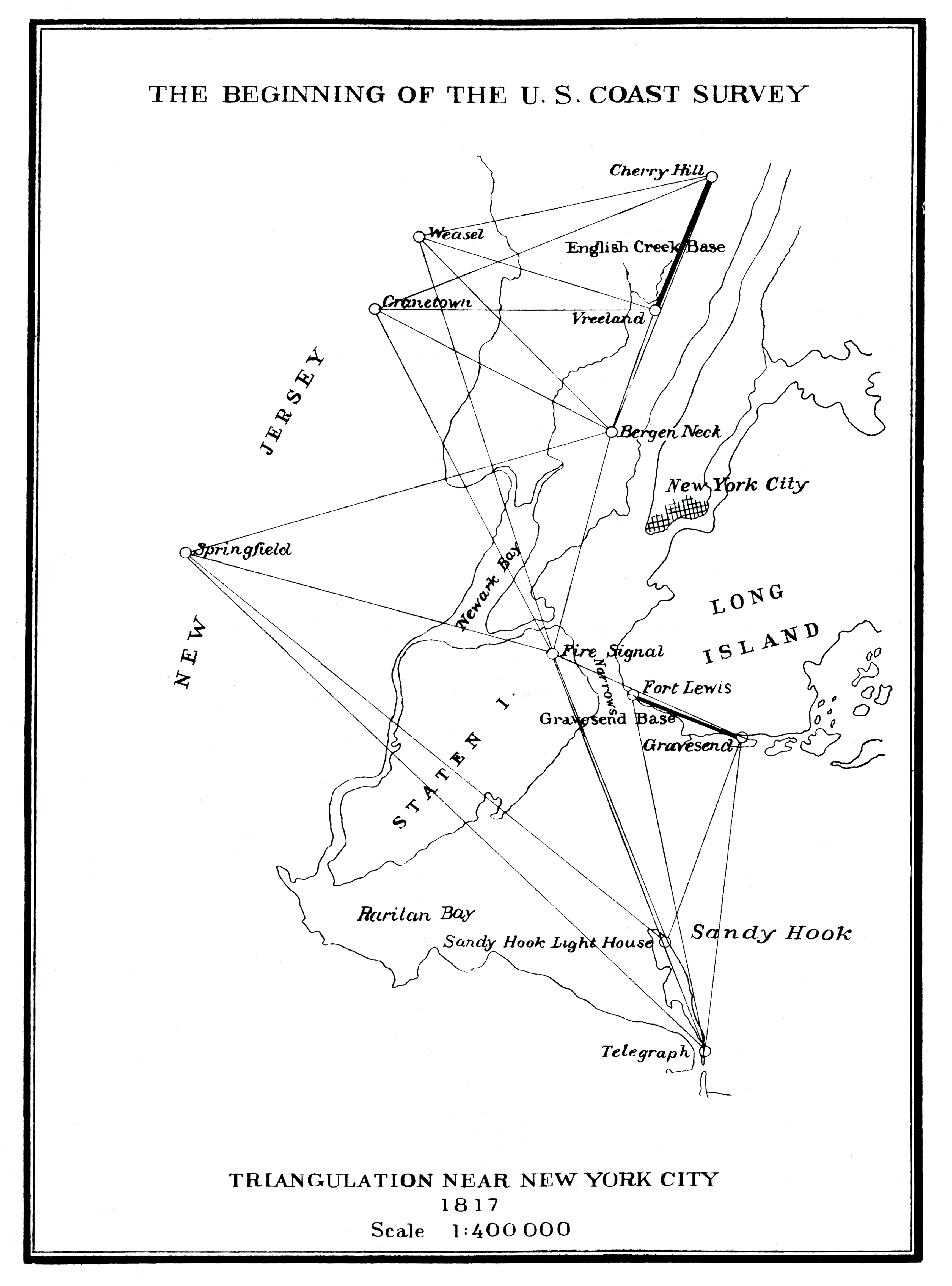
Tam giác đạc thành phố New York, 1817.

Một xác định chính xác hơn về Hình dạng của Trái Đất sẽ sớm có kết quả từ phép đo Vòng cung trắc đạc Struve (1816-1855) và sẽ đưa ra một giá trị khác cho định nghĩa về độ dài này. Điều này không làm mất hiệu lực của máy đo nhưng nhấn mạnh rằng những tiến bộ trong khoa học sẽ cho phép đo kích thước và hình dạng Trái Đất tốt hơn. Sau Cách mạng tháng 7 năm 1830, đồng hồ trở thành tiêu chuẩn dứt khoát của Pháp từ năm 1840. Vào thời điểm đó, nó đã được Ferdinand Rudolph Hassler áp dụng cho Khảo sát Bờ biển Hoa Kỳ.
"Đơn vị độ dài mà tất cả các khoảng cách đo được trong Khảo sát bờ biển được gọi là metre của Pháp, một bản sao xác thực được lưu giữ trong kho lưu trữ của Văn phòng Khảo sát Bờ biển. Đó là tài sản của Hiệp hội triết học Hoa Kỳ, người được ông Hassler tặng, người đã nhận nó từ Tralles, một thành viên của Ủy ban Pháp bị buộc tội xây dựng metre tiêu chuẩn bằng cách so sánh với cây toise, đã phục vụ là đơn vị đo chiều dài trong phép đo các cung tròn ở Pháp và Peru. Nó sở hữu tất cả tính xác thực của bất kỳ metre đo gốc nào, không chỉ mang dấu ấn của Ủy ban mà còn là dấu hiệu ban đầu mà nó bị phân biệt từ các thanh khác trong quá trình vận hành tiêu chuẩn. Nó luôn được chỉ định là metre của ủy ban" (tiếng Pháp: Mètre des Archives).
Năm 1830, Tổng thống Andrew Jackson đã yêu cầu Ferdinand Rudolf Hassler xây dựng các tiêu chuẩn mới cho tất cả các tiểu bang Hoa Kỳ. Theo quyết định của Quốc hội Hoa Kỳ, Tiêu chuẩn Parlementary của Anh từ năm 1758 được giới thiệu là đơn vị độ dài. Một geodesist với kỹ năng đo lường đã đóng một vai trò then chốt trong quá trình quốc tế hóa trọng lượng và các phép đo, Carlos Ibáñez e Ibáñez de Ibero người sẽ trở thành tổng thống đầu tiên của cả Hiệp hội trắc địa quốc tế và Ủy ban Quốc tế về Cân đo.

### Thanh mẫu mét quốc tế

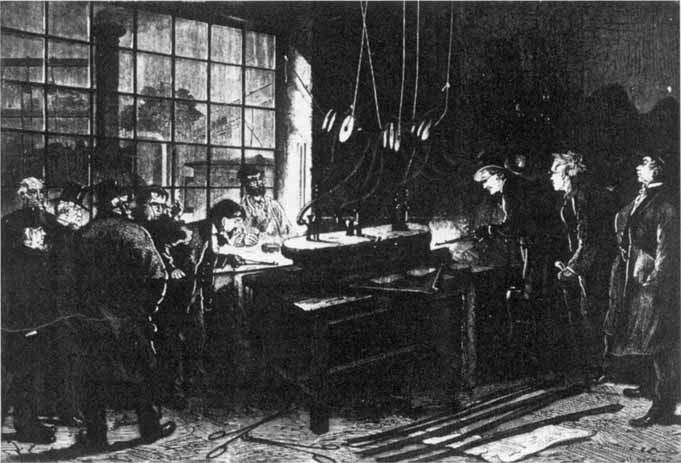
Tạo ra hợp kim mét vào năm 1874 tại Conservatoire des Arts et Métiers. Người có mặt gồm Henri Tresca, George Matthey, Saint-Claire Deville và Debray

Năm 1867 tại hội nghị chung thứ hai của Hiệp hội đo đạc quốc tế tổ chức tại Berlin, câu hỏi về đơn vị độ dài tiêu chuẩn quốc tế đã được thảo luận để kết hợp các phép đo được thực hiện ở các quốc gia khác nhau để xác định kích thước và hình dạng của Trái Đất. Hội nghị đề nghị áp dụng mét thay thế cho toise và thành lập ủy ban mét quốc tế, theo đề xuất của Johann Jacob Baeyer, Adolphe Hirsch và Carlos Ibáñez e Ibáñez de Ibero, người đã nghĩ ra hai tiêu chuẩn trắc địa được hiệu chỉnh trên mét cho bản đồ của Tây Ban Nha. Việc truy xuất nguồn gốc đo lường giữa toise và mét được đảm bảo bằng cách so sánh tiêu chuẩn Tây Ban Nha với tiêu chuẩn do Borda và Lavoisier nghĩ ra để khảo sát vòng cung kinh tuyến nối Dunkirk với Barcelona.
Thành viên của Ủy ban trù bị từ năm 1870 và đại diện Tây Ban Nha tại Hội nghị Paris năm 1875, Carlos Ibáñez e Ibáñez de Ibero đã can thiệp với Viện hàn lâm Khoa học Pháp để tập hợp Pháp vào dự án để tạo ra một Văn phòng đo lường quốc tế được trang bị các thiết bị khoa học cần thiết để xác định lại các đơn vị của hệ mét theo tiến trình của khoa học.

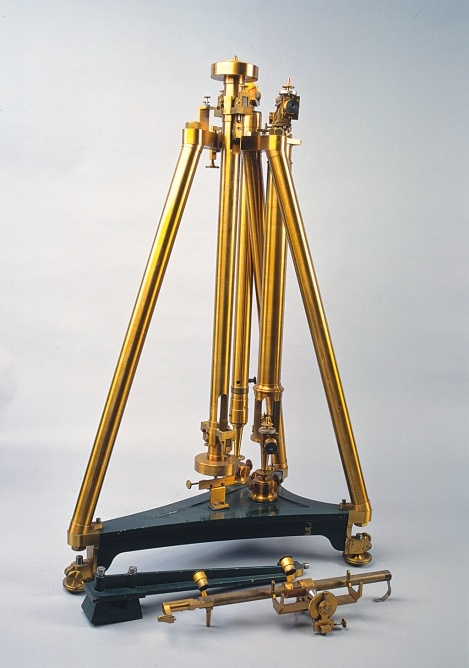
Gravimeter với biến thể của con lắc Repsold

Trong những năm 1870 và với sự chính xác hiện đại, một loạt các hội nghị quốc tế đã được tổ chức để đưa ra các tiêu chuẩn số liệu mới. Công ước mét (Công ước du Mètre) năm 1875 đã bắt buộc thành lập một Cục đo lường và đo lường quốc tế vĩnh viễn (BIPM: Bureau International des Poids et Mesures) được đặt tại Sèvres, Pháp. Tổ chức mới này là để xây dựng và bảo quản một thanh mét nguyên mẫu, phân phối các nguyên mẫu số liệu quốc gia và duy trì sự so sánh giữa chúng và các tiêu chuẩn đo lường phi số liệu. Tổ chức này đã phân phối các thanh như vậy vào năm 1889 tại Hội nghị chung về Trọng lượng và Đo lường đầu tiên (CGPM: Conférence Générale des Poids et Mesures), thiết lập Mẫu mét quốc tế như khoảng cách giữa hai dòng trên thanh tiêu chuẩn bao gồm một hợp kim 90% bạch kim và 10% iridium, được đo tại điểm nóng chảy của băng.
Việc so sánh các nguyên mẫu mới của máy đo với nhau và với mẫu mét của Ủy ban (tiếng Pháp: Mètre des Archives) liên quan đến việc phát triển thiết bị đo đặc biệt và định nghĩa thang đo nhiệt độ có thể tái tạo. Công trình đo nhiệt của BIPM đã dẫn đến việc phát hiện ra các hợp kim đặc biệt của sắt-niken, đặc biệt là invar, mà giám đốc của nó, nhà vật lý người Thụy Sĩ Charles-Edouard Guillaume, đã được trao giải thưởng Nobel về vật lý năm 1920.

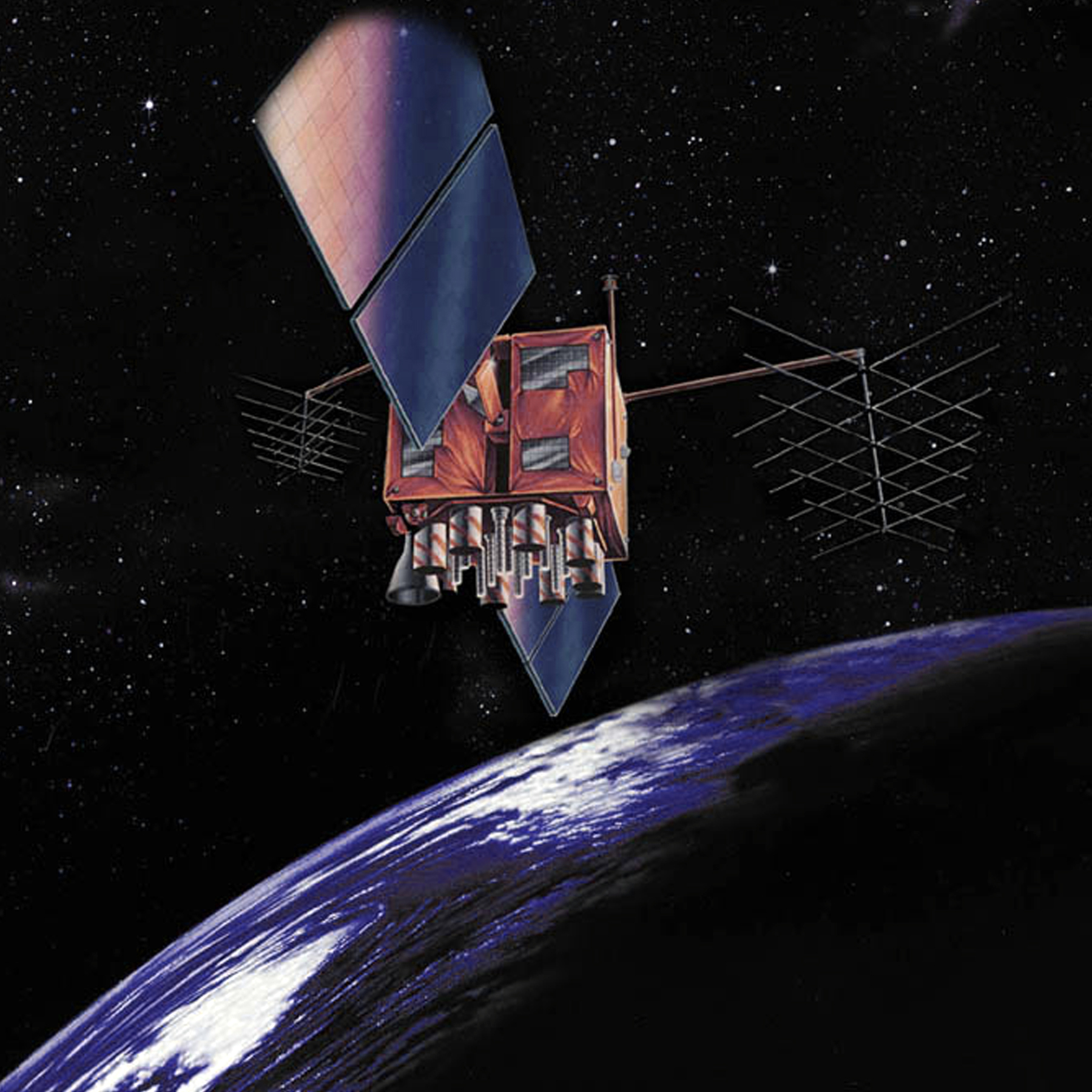
Ấn tượng của nghệ sĩ về vệ tinh GPS-IIR trên quỹ đạo.

Như Carlos Ibáñez e Ibáñez de Ibero đã nói, sự tiến bộ của đo lường kết hợp với những phép đo trọng lực thông qua việc cải tiến con lắc của Kater đã dẫn đến một kỷ nguyên mới của trắc địa. Nếu đo lường chính xác cần sự trợ giúp của đo đạc, thì sau này không thể tiếp tục phát triển nếu không có sự trợ giúp của đo lường. Thật vậy, làm thế nào để diễn tả tất cả các phép đo của vòng cung trên mặt đất như là một hàm của một đơn vị, và tất cả các phép xác định lực hấp dẫn với con lắc, nếu phép đo không tạo ra một đơn vị chung, được tất cả các quốc gia văn minh chấp nhận và tôn trọng, và ngoài ra, người ta không so sánh, với độ chính xác cao, với cùng một đơn vị tất cả các tiêu chuẩn để đo các cơ sở trắc địa, và tất cả các thanh con lắc đã được sử dụng hoặc sẽ được sử dụng trong tương lai? Chỉ khi loạt so sánh đo lường này kết thúc với sai số có thể xảy ra là một phần nghìn milimét thì mới có thể liên kết các công trình của các quốc gia khác nhau với nhau, và sau đó công bố kết quả của phép đo cuối cùng của Quả cầu. Do hình dạng của Trái Đất có thể được suy ra từ các biến thể của chiều dài con lắc giây với vĩ độ, Khảo sát Bờ biển Hoa Kỳ đã chỉ thị Charles Sanders Peirce vào mùa xuân năm 1875 để tiến tới châu Âu với mục đích thực hiện các thí nghiệm con lắc cho các trạm ban đầu để vận hành thuộc loại này, để đưa các quyết định của các lực hấp dẫn ở Mỹ vào giao tiếp với các khu vực khác trên thế giới; và cũng với mục đích thực hiện một nghiên cứu cẩn thận về các phương pháp theo đuổi các nghiên cứu này ở các quốc gia khác nhau của châu Âu. Năm 1886, hiệp hội trắc địa đổi tên cho Hiệp hội trắc địa quốc tế, mà Carlos Ibáñez e Ibáñez de Ibero đã chủ trì cho đến khi ông qua đời vào năm 1891. Trong giai đoạn này, Hiệp hội trắc địa quốc tế (tiếng Đức: Quốc tế Erdmessung) đã đạt được tầm quan trọng trên toàn thế giới với sự gia nhập của Hoa Kỳ, México, Chile, Argentina và Nhật Bản.
Những nỗ lực để bổ sung cho các hệ thống khảo sát quốc gia khác nhau, bắt đầu từ thế kỷ 19 với nền tảng của Mitteleuropäische Gradmessung, dẫn đến một loạt các elipsoids toàn cầu của Trái Đất (ví dụ, Helmert 1906, Hayford 1910/1924) sau này sẽ phát triển Hệ thống trắc địa thế giới. Ngày nay, việc đo mẫu mét thực tế có thể thực hiện ở mọi nơi nhờ các đồng hồ nguyên tử được nhúng trong các vệ tinh GPS.

### Định nghĩa bằng bước sóng
Năm 1873, James Clerk Maxwell đề xuất rằng ánh sáng phát ra từ một nguyên tố được sử dụng làm tiêu chuẩn cho cả mét và giây. Hai đại lượng này sau đó có thể được sử dụng để xác định đơn vị khối lượng.
Năm 1893, máy đo tiêu chuẩn lần đầu tiên được đo bằng giao thoa kế của Albert A. Michelson, người phát minh ra thiết bị và là người ủng hộ sử dụng một số bước sóng ánh sáng cụ thể làm tiêu chuẩn về chiều dài. Đến năm 1925, giao thoa kế được sử dụng thường xuyên tại BIPM. Tuy nhiên, Máy đo nguyên mẫu quốc tế vẫn là tiêu chuẩn cho đến năm 1960, khi CGPM thứ mười một xác định máy đo trong Hệ thống đơn vị quốc tế (SI) mới bằng 165076373 bước sóng của vạch phát xạ màu đỏ cam trong phổ điện từ của nguyên tử krypton-86 trong chân không.

### Định nghĩa bằng tốc độ ánh sáng
Để giảm thêm sự không chắc chắn, CGPM thứ 17 vào năm 1983 đã thay thế định nghĩa của mét bằng định nghĩa hiện tại của nó, do đó cố định độ dài của mét tính theo giây và tốc độ ánh sáng:
Mét là chiều dài của con đường ánh sáng đi được trong chân không trong khoảng thời gian 1/299 792 458 giây.
Định nghĩa này đã cố định tốc độ ánh sáng trong chân không ở chính xác 299792458 mét mỗi giây (≈ 300000 km/s). Một sản phẩm phụ dự định của định nghĩa CGPM thứ 17 là nó cho phép các nhà khoa học so sánh chính xác tần số sử dụng laser, dẫn đến bước sóng với một phần năm độ không đảm bảo liên quan đến so sánh trực tiếp bước sóng, vì các lỗi giao thoa kế đã được loại bỏ. Để tạo điều kiện thuận lợi hơn cho khả năng tái tạo từ phòng thí nghiệm đến phòng thí nghiệm, CGPM lần thứ 17 cũng đã chế tạo laser neon helium bằng ổn định iod "một bức xạ được khuyến nghị" để thực hiện máy đo. Với mục đích phân định máy đo, BIPM hiện đang xem xét bước sóng laser HeNe, λHeNe, là 63299121258 nm với độ không đảm bảo chuẩn tương đối ước tính (U) là 21×10−11. Sự không chắc chắn này hiện là một yếu tố hạn chế trong việc thực hiện máy đo trong phòng thí nghiệm, và nó có độ lớn kém hơn so với thứ hai, dựa trên đồng hồ nguyên tử đài phun nước Caesium (U = 5×10−16). Do đó, ngày nay, việc xác định đơn vị mét thường được phác họa (không xác định) trong các phòng thí nghiệm là 1579800762042(33) bước sóng của ánh sáng laser helium-neon trong chân không, lỗi chỉ nói là xác định tần số. Ký hiệu khung này biểu thị lỗi được giải thích trong bài viết về độ không đảm bảo đo.
Phép đo thực tế của mét là không chắc chắn trong việc mô tả môi trường, với các độ không đảm bảo khác nhau của giao thoa kế, và không chắc chắn trong việc đo tần số của nguồn. Một phương tiện thường được sử dụng là không khí và Viện Tiêu chuẩn và Công nghệ Quốc gia (NIST) đã thiết lập một máy tính trực tuyến để chuyển đổi bước sóng trong chân không thành bước sóng trong không khí. Theo mô tả của NIST, trong không khí, sự không chắc chắn trong việc mô tả môi trường bị chi phối bởi các lỗi trong việc đo nhiệt độ và áp suất. Lỗi trong các công thức lý thuyết được sử dụng là thứ cấp. Bằng cách thực hiện hiệu chỉnh chiết suất như thế này, ví dụ, việc thực hiện gần đúng máy đo có thể được thực hiện trong không khí, bằng cách sử dụng công thức của máy đo là bước sóng 1579800762042(33) của ánh sáng laser helium. và chuyển đổi các bước sóng trong chân không thành các bước sóng trong không khí. Không khí chỉ là một phương tiện có thể sử dụng để đo đơn vị mét, và có thể sử dụng bất kỳ khoảng chân không nào, hoặc một số khí quyển trơ như khí heli, cung cấp các hiệu chỉnh thích hợp cho chỉ số khúc xạ được thực hiện.
Mét được định nghĩa là chiều dài đường đi của ánh sáng trong một thời gian nhất định và các phép đo chiều dài phòng thí nghiệm thực tế tính bằng mét được xác định bằng cách đếm số bước sóng ánh sáng laser của một trong những loại tiêu chuẩn phù hợp với chiều dài, và chuyển đổi đơn vị bước sóng đã chọn thành mét. Ba yếu tố chính giới hạn độ chính xác đạt được với giao thoa kế laser để đo chiều dài:
- độ không đảm bảo trong bước sóng chân không của nguồn,
- sự không chắc chắn trong chỉ số khúc xạ của môi trường,
- đếm số lượng ít nhất độ phân giải của giao thoa kế.

Trong số này, cái cuối cùng là đặc thù của chính giao thoa kế. Việc chuyển đổi độ dài của bước sóng thành chiều dài tính bằng mét dựa trên mối quan hệ
{\displaystyle \lambda ={\frac {c}{nf}}}
mà chuyển đổi các đơn vị bước sóng λ thành mét sử dụng c, vận tốc ánh sáng trong chân không với đơn vị m/s. Ở đây n là chỉ số khúc xạ của môi trường trong đó phép đo được thực hiện và f là tần số đo của nguồn. Mặc dù chuyển đổi từ bước sóng sang mét gây ra một lỗi bổ sung về chiều dài tổng thể do lỗi đo trong việc xác định chiết suất và tần số, đo tần số là một trong những phép đo chính xác nhất hiện có.

## Hệ thống SI
| Bội số                           | Tên      | Ký hiệu |  | Ước số | Tên      | Ký hiệu |
| -------------------------------- | -------- | ------- |  | ------ | -------- | ------- |
| 100                              | mét      | m       |  |        |          |         |
| 101                              | đềcamét  | dam     |  | 10−1   | đêximét  | dm      |
| 102                              | hêctômét | hm      |  | 10−2   | xentimét | cm      |
| 103                              | kilômét  | km      |  | 10−3   | milimét  | mm      |
| 106                              | mêgamét  | Mm      |  | 10−6   | micrômét | µm      |
| 109                              | gigamét  | Gm      |  | 10−9   | nanômét  | nm      |
| 1012                             | têramét  | Tm      |  | 10−12  | picômét  | pm      |
| 1015                             | pêtamét  | Pm      |  | 10−15  | femtômét | fm      |
| 1018                             | examét   | Em      |  | 10−18  | atômét   | am      |
| 1021                             | zêtamét  | Zm      |  | 10−21  | zéptômét | zm      |
| 1024                             | yôtamét  | Ym      |  | 10−24  | yóctômét | ym      |
| Đơn vị in đậm là đơn vị hay dùng |          |         |  |        |          |         |